# Bagatur
Bagatur hay Bater (giản thể: 巴特尔; phồn thể: 巴特爾; bính âm: Bātèěr, Hán Việt: Ba Đặc Nhĩ; sinh tháng 2 năm 1955) là một chính trị gia người dân tộc Mông Cổ tại Cộng hòa Nhân dân Trung Hoa. Ông từng là Chủ tịch Chính phủ Nhân dân Khu tự trị Nội Mông Cổ và Phó Bí thư Khu ủy Khu tự trị Nội Mông Cổ.

## Tiểu sử
Bagatur sinh ra tại Khang Bình ở phía đông bắc tỉnh Liêu Ninh vào tháng 2 năm 1955. Ông có bằng thạc sĩ kinh tế chính trị. Ông bắt đầu làm việc từ tháng 1 năm 1973 tại Kỳ tự trị Evenk thuộc minh Hulunbuir khi đó thuộc tỉnh Hắc Long Giang. Ông gia nhập Đảng Cộng sản Trung Quốc vào tháng 12 năm 1981 và đến công tác tại Nội Mông Cổ, sau đó ông đảm nhận chức vụ Bí thư đoàn Thanh niên Cộng sản Trung Quốc tại Nội Mông từ tháng 4 năm 1986 đến tháng 4 năm 1992.
Bagatur giữ chức bí thư thành ủy Ô Hải từ tháng 3 năm 1994 đến tháng 12 năm 1999 và đồng thời là thị trưởng thành phố từ tháng 12 năm 1994 tới tháng 2 năm 1998. Ông là Trưởng ban Thanh tra của Khu ủy Khu tự trị từ tháng 12 năm 1999 tới tháng 4 năm 2008, và từ tháng 12 năm 2001 trở đi ông là Phó bí thư khu ủy Khu tự trị Nội Mông Cổ. Bagatur được bổ nhiệm làm quyền chủ tịch và phó chủ tịch của chính quyền khu tự trị vào ngày 3 tháng 4 năm 2008. Ông được bầu làm chủ tịch khu tự trị từ ngày 12 tháng 1 năm 2009.
Bagatur là ủy viên dự khuyết của Ủy ban Trung ương Đảng khóa 15. Ông là một thành viên Ủy ban Kiểm tra Kỷ luật Trung ương Đảng khóa 16 và 17. Ngày 27 tháng 12 năm 2008, Bagatur được xác nhận làm một đại biểu dự khuyết của Đại hội đại biểu Nhân dân toàn quốc khóa 11 đại diện cho Nội Mông. Tháng 11 năm 2012, ông được bầu vào Ủy ban Trung ương Đảng khóa 18. Tháng 3 năm 2016, Bagatur trở thành Chủ nhiệm Ủy ban Sự vụ dân tộc quốc gia. Ngày 26 tháng 12 năm 2020, ông được miễn nhiệm chức vụ Chủ nhiệm Ủy ban Sự vụ dân tộc, kế nhiệm bởi Trần Tiểu Giang.